# Sierra Leone a 2016. évi nyári olimpiai játékokon
Sierra Leone a brazíliai Rio de Janeiróban megrendezett 2016. évi nyári olimpiai játékok egyik részt vevő nemzete volt. Az országot az olimpián 2 sportágban 4 sportoló képviselte, akik érmet nem szereztek.

## Atlétika
Férfi
| Versenyző     | Versenyszám | Selejtező | Selejtező | Selejtező | Előfutam | Előfutam | Előfutam | Elődöntő | Elődöntő | Elődöntő | Döntő   | Döntő    |
| Versenyző     | Versenyszám | Idő       | Hely.     | Össz.     | Idő      | Hely.    | Össz.    | Idő      | Hely.    | Össz.    | Idő     | Helyezés |
| ------------- | ----------- | --------- | --------- | --------- | -------- | -------- | -------- | -------- | -------- | -------- | ------- | -------- |
| Ismail Kamara | 100 m       | 10,95     | 4.        | 9.        | kiesett  | kiesett  | kiesett  | kiesett  | kiesett  | kiesett  | kiesett | kiesett  |

Női
| Versenyző      | Versenyszám | Selejtező | Selejtező | Selejtező | Előfutam | Előfutam | Előfutam | Elődöntő | Elődöntő | Elődöntő | Döntő   | Döntő    |
| Versenyző      | Versenyszám | Idő       | Hely.     | Össz.     | Idő      | Hely.    | Össz.    | Idő      | Hely.    | Össz.    | Idő     | Helyezés |
| -------------- | ----------- | --------- | --------- | --------- | -------- | -------- | -------- | -------- | -------- | -------- | ------- | -------- |
| Hafsatu Kamara | 100 m       | 12,24     | 1.        | 5.        | 12,22    | 8.       | 59.      | kiesett  | kiesett  | kiesett  | kiesett | kiesett  |

## Úszás
Férfi
| Versenyző    | Versenyszám | Előfutam | Előfutam | Előfutam | Elődöntő | Elődöntő | Elődöntő | Döntő   | Döntő    |
| Versenyző    | Versenyszám | Idő      | Hely.    | Össz.    | Idő      | Hely.    | Össz.    | Idő     | Helyezés |
| ------------ | ----------- | -------- | -------- | -------- | -------- | -------- | -------- | ------- | -------- |
| Osman Kamara | 50 m gyors  | 26,90    | 4.       | 73.      | kiesett  | kiesett  | kiesett  | kiesett | kiesett  |

Női
| Versenyző         | Versenyszám | Előfutam | Előfutam | Előfutam | Elődöntő | Elődöntő | Elődöntő | Döntő   | Döntő    |
| Versenyző         | Versenyszám | Idő      | Hely.    | Össz.    | Idő      | Hely.    | Össz.    | Idő     | Helyezés |
| ----------------- | ----------- | -------- | -------- | -------- | -------- | -------- | -------- | ------- | -------- |
| Bunturabie Jalloh | 50 m gyors  | 39,93    | 4.       | 88.      | kiesett  | kiesett  | kiesett  | kiesett | kiesett  |